# Serra dos Aimorés
Serra dos Aimorés è un comune del Brasile nello Stato del Minas Gerais, parte della mesoregione della Vale do Mucuri e della microregione di Nanuque.